# Jadwiga Zubrycka
Jadwiga Zubrycka (ur. 24 listopada 1909 w Białymstoku, zm. 6 lutego 1992) – polska robotnica i aktywistka komunistyczna, przewodnicząca prezydium Miejskiej Rady Narodowej w Białegostoku, posłanka na Sejm PRL I kadencji (1952–1956).

## Życiorys
W młodości zatrudniona w fabryce Szapiro-Jagłoń (1932–1939), w której prowadziła działalność związkową. Jej mąż był zaangażowany w działalność w Komunistycznej Partii Zachodniej Białorusi (aresztowany w 1936, w czasie II wojny światowej zabity przez Niemców). W czasie okupacji radzieckiej była członkiem Komitetu Fabrycznego w fabryce włókienniczej oraz delegatką do Gorsowietu. W latach 1942–1945 zatrudniona jako szwaczka. W 1946 wzięła udział w wycieczce do Związku Radzieckiego jako przedstawicielka białostockich włókniarek, po czym awansowała na dyrektora fabryki włókienniczej nr 1. W 1949 objęła obowiązki przewodniczącej prezydium Miejskiej Rady Narodowej Białegostoku. W 1952 delegowana do Sejmu I kadencji w wyborach z 26 października 1952 jako przedstawicielka okręgu Białystok. Zasiadała w Komisji Gospodarki Komunalnej i Mieszkaniowej, była również członkiem Rady Seniorów. Pełniła funkcję sekretarza wojewódzkiego zarządu Towarzystwa Przyjaźni Polsko-Radzieckiej.
Odznaczona Złotym (1954) i Srebrnym (1948) Krzyżem Zasługi.
Pochowana została na Cmentarzu Miejskim w Białymstoku, ul. Wysockiego 63 (sektor 128, rząd 5).